# Mohammad Al-Basha
Mohammad Ghassan Al-Basha (arab. محمد غسان الباشا; ur. 5 lutego 1988 w Kuwejcie) – jordański piłkarz grający na pozycji środkowego obrońcy. Od 2017 jest zawodnikiem klubu Al-Wehdat Amman.

## Kariera piłkarska
Swoją karierę piłkarską Al-Basha rozpoczął w klubie Al-Jazeera Amman, w którym w 2006 roku zadebiutował w pierwszej lidze jordańskiej. W 2012 roku odszedł do saudyjskiego Al-Taawoun FC, w którym swój debiut zaliczył 3 sierpnia 2012 w wygranym 2:0 domowym meczu z Al Faisaly Harma. W Al-Taawoun grał przez rok.
W 2013 roku Al-Basha wrócił do Jordanii i w sezonie 2013/2014 grał w Al-Ramtha SC. W 2014 przeszedł do Al-Wehdat Amman. W sezonach 2014/2015 i 2015/2016 wywalczył z nim dwa tytuły mistrza Jordanii. W sezonie 2016/2017 był zawodnikiem Shabab Al-Ordon Club, a w 2017 wróćił do Al-Wehdat i w sezonie 2017/2018 został z nim mistrzem kraju.

## Kariera reprezentacyjna
W reprezentacji Jordanii Al-Basha zadebiutował 16 września 2010 w wygranym 4:1 towarzyskim meczu z Irakiem. W 2019 roku został powołany do kadry na Puchar Azji.